# Arno Böhler
Arno Böhler (* 25. September 1963 in Dornbirn, Vorarlberg) ist ein österreichischer Philosoph und Hochschullehrer. Er ist Dozent am Institut für Philosophie der Universität Wien. Gemeinsam mit Susanne Valerie Granzer gründete er das Forschungsfestival Philosophy on Stage, in dem Philosophie als künstlerische Forschung (Artistic Research) interpretiert wird.

## Leben
Arno Böhler promovierte bei Günther Pöltner an der Universität Wien mit der Dissertation Das Gedächtnis der Zukunft. Ansätze zu einer Fundamentalontologie der Freiheit bei Martin Heidegger und Aurobindo Ghose. Nach Forschungs- und Studienaufenthalten an der Princeton University, der New York University, der Theologischen Fakultät der Universität Heidelberg und der Universität Bangalore, ist er derzeit als Dozent am philosophischen Institut der Universität Wien tätig. Gemeinsam mit der Schauspielerin Susanne Granzer gründete er 1996 die wiener kulturwerkstätte GRENZ_film (baseCollective), in deren Rahmen die vierteilige Filmreihe Philosophie im Bild, das Philosophie- und Performancefestival Philosophy on Stage sowie zahlreiche Lecture-Performances entstanden sind.
Böhler ist der Bewegung der Dekonstruktion zuzurechnen, sein Hauptinteresse gilt der Stellung des Körpers in der Geschichte der Philosophie sowie dem Verhältnis von Denken, Materialität und Performanz. Seine Arbeit ist geprägt durch den doppelten Bezug auf die französisch-amerikanische Tradition des Poststrukturalismus einerseits und die Indische Philosophie andererseits. So setzt er sich neben Autoren wie Jacques Derrida, Gilles Deleuze, Jean-Luc Nancy, Judith Butler und Avital Ronell bzw. deren Lektüren der Werke von Friedrich Nietzsche, Baruch de Spinoza oder Immanuel Kant, vorwiegend mit Denkern der indischen Tradition wie Shankara, Patanjali oder Aurobindo Ghose auseinander.

## Publikationen (Auswahl)
- Das Gedächtnis der Zukunft. Ansätze zu einer Fundamentalontologie der Freiheit bei Martin Heidegger und Aurobindo Ghose. Passagen Verlag, Wien 1996, ISBN 3-85165-195-2.
- Unterwegs zu einer Sprache der Freundschaft. DisTanzen. Nietzsche – Deleuze – Derrida. Passagen Verlag, Wien 2000, ISBN 3-85165-414-5. Rezension in: Nietzsche Studien 33, 2004.
- Singularitäten. Vom zu-reichenden Grund der Zeit. Vorspiel einer Philosophie der Freundschaft. Passagen Verlag, Wien 2005, ISBN 3-85165-658-X.
- mit Krassimira Kruschkova (Hrsg.): Dies ist kein Spiel. Spieltheorien im Kontext der zeitgenössischen Kunst und Ästhetik. In: Maske und Kothurn, Internationale Beiträge zur Theater-, Film- und Medienwissenschaft. 54. Jahrgang (2008) Heft 4, Böhlau Verlag, Wien 2008.
- mit Susanne Granzer (Hrsg.): Ereignis Denken. TheatRealität – Performanz – Ereignis. Passagen Verlag, Wien 2009, ISBN 978-3-85165-894-1.
- mit Alice Pechriggl, Christian Herzog (Hrsg.): Korporale Performanz. Zur bedeutungsgenerierenden Dimension des Leibes. Transcript Verlag, Bielefeld 2013. ISBN 978-3-8376-2477-9.
- mit Susanne Valerie Granzer, Krassimira Kruschkova (Hrsg.): Wissen wir, was ein Körper vermag? Rhizomatische Körper in Religion, Kunst, Philosophie. Transcript Verlag, Bielefeld 2014. ISBN 978-3-8376-2687-2.
- mit Susanne Valerie [Granzer] (Hrsg.): Philosophy on Stage. Philosophie als künstlerische Forschung. Passagen Verlag, Wien 2018, ISBN 978-3-7092-0300-2.